# Selina Gasparin
Selina Gasparin (Samedan, 3 de abril de 1984) es una deportista suiza que compite en biatlón. Está casada con el esquiador Iliá Chernoúsov, y sus hermanas Aita y Elisa también compiten en biatlón.
Participó en cuatro Juegos Olímpicos de Verano, entre los años 2010 y 2022, obteniendo una medalla de plata en Sochi 2014, en la prueba de 15 km individual.

## Palmarés internacional
| Juegos Olímpicos | Juegos Olímpicos | Juegos Olímpicos | Juegos Olímpicos |
| Año              | Lugar            | Medalla          | Prueba           |
| ---------------- | ---------------- | ---------------- | ---------------- |
| 2014             | Sochi (Rusia)    | Medalla de plata | Individual       |